# ویردوم (آلمان)
ویردوم (به آلمانی: Wirdum) یک شهر در آلمان است که در Brookmerland واقع شده‌است. ویردوم ۱٬۰۶۶ نفر جمعیت دارد.